# Pierre Albarran
Pierre Albarran (Chaville, 18 de maig de 1983 − París, 24 de febrer de 1960) fou un jugador i teòric de bridge i tennista francès, fill de l'uròleg francès d'origen cubà Joaquín Albarrán.
Com a jugador de tennis no aconseguí cap títol destacat però si una medalla de bronze en els Jocs Olímpics d'Anvers 1920 en categoria de dobles masculins fent parella amb Max Décugis. També va formar part de l'equip francès de Copa Davis en dues edicions.
En el món del bridge fou molt conegut, ja que fou campió francès en 19 edicions i disputà 32 partits internacionals pel seu país. Durant molts anys va organitzar i dirigir el torneig de bridge anual celebrat a Montecarlo, en el qual aconseguí el millor resultat l'any 1955 sent segon classificat. També fou columnista sobre bridge per diversos diaris francesos i autor de molts llibres sobre aquest joc.

## Jocs Olímpics

### Dobles
| Any  | Campionat                      | Parella     | Oponents                         | Resultat |
| ---- | ------------------------------ | ----------- | -------------------------------- | -------- |
| 1920 | Jocs Olímpics, Anvers, Bèlgica | Max Décugis | François Blanchy Jacques Brugnon | Renúncia |

## Publicacions
- Bridge, Nouvelle methode de nomination. Les jeux bicolores. Le Canapé, 1946
- Cent donnes extraordinaires: Bridge, 1953, coautor José Le Dentu
- Comment Gagner Au Bridge, 1959, coautor Pierre Jaïs
- L'Encyclopédie du bridge moderne, vol 1. 1957 i vol. 2 1968
- Le Bridge pour Tous, 1949, coautor Robert de Nexon, Ed.: A. Fayard, París, LC: 49052576
- Le Nouveau Bridge Pour Tous, 1958, coautors Robert de Nexon i José Le Dentu
- Notre Methode de Bridge, 1936, coautor Robert de Nexon
- Nouveau Memento de Bridge en 100 Lecons: Encheres Naturelles, 1976, coautor José Le Dentu, Ed.: A. Fayard, París, ISBN 2-213-00396-3, LC: 77576798